# Docodon
Il docodonte (gen. Docodon) è un mammaliaforme estinto, appartenente ai docodonti. Visse nel Giurassico superiore (Kimmeridgiano/Titoniano, circa 151 - 145 milioni di anni fa) e i suoi resti fossili sono stati ritrovati in Nordamerica.

## Descrizione
Questo animale è noto essenzialmente per denti, frammenti di cranio e mandibole complete, ed è quindi impossibile ricostruirne con esattezza l'aspetto. Dal raffronto con animali simili e meglio noti (ad esempio Haldanodon), è possibile ipotizzare che Docodon fosse relativamente simile a un toporagno, lungo circa 10 centimetri esclusa la coda e pesante forse 30 grammi. Docodon possedeva una mandibola slanciata, con un processo angolare caratteristico, simile a quello degli australosfenidi e dei trecnoteri. Come tutti i docodonti, possedeva i denti postcanini dotati di due file di cuspidi appaiate, mentre nella premascella erano presenti cinque incisivi per ogni lato (in Haldanodon il numero era maggiore). L'ultimo premolare aveva l'aspetto di un molare, e in generale il tipo di occlusione dei denti di Docodon ha portato a ipotizzare che questo animale avesse un regime alimentare durofago. Esisteva infine una barra ossea internariale, come in Haldanodon.

## Classificazione
Docodon è il genere eponimo dei docodonti, un gruppo di terapsidi vicini all'origine dei mammiferi veri e propri, e quindi inclusi nei mammaliaformi, dalla caratteristica morfologia dentaria ma dalle svariate specializzazioni.
Il genere Docodon venne descritto per la prima volta nel 1881 da Othniel Charles Marsh, sulla base di fossili ritrovati nella formazione Morrison in Wyoming, nella zona nota come Como Bluff. A questo genere sono state attribuite numerose specie nel corso degli anni, distinte principalmente per differenze nella forma e nella dimensioni di denti e mandibola (Docodon affinis, Docodon apoxys, Docodon crassus, Docodon striatus, Docodon superus, Docodon victor). Ricerche più recenti hanno indicato che tutte queste specie erano in realtà varianti intraspecifiche di una singola specie, Docodon victor. Attualmente, oltre a questa specie ne viene riconosciuta un'altra, D. apoxys, ritrovata in Colorado.